# سلیمان النصر
سلیمان النصر (انگلیسی: Sulaiman Al Nassr؛ زادهٔ ۲۷ اکتبر ۱۹۸۴) یک بازیکن فوتبال اهل قطر است.